# Rafael Marquina y Bueno
José Rafael Ernesto Marquina y Bueno (Lima, 9 de febrero de 1884 - 22 de abril de 1964) fue un destacado arquitecto peruano de principios del siglo XX. Su obra como arquitecto abarcó varios rubros: casas o residencias, edificios de departamentos con tiendas, edificios de oficinas, edificios para instituciones y grupos de viviendas económicas.
Sus aportes a la consolidación de la arquitectura peruana fueron tanto en sus obras como en el ámbito de la enseñanza. La muestra de su habilidad como arquitecto es aún posible apreciarla en cada una de sus numerosas edificaciones que perduran en la ciudad de Lima.

## Primeros años
Rafael Marquina fue hijo del capitán de navío José Manuel de la Asunción Marquina y Dávila Condemarín e Isabel Bueno y Ortíz de Zevallos. Fue bautizado el 11 de marzo de 1884 en la parroquia de los Huérfanos con los nombres de José Rafael Ernesto. Tuvo cuatro hermanos: Luis Guillermo (ingeniero), Manuela, Victoria e Isabel, con quienes vivió la mayor parte de su vida. En abril de 1891 Marquina inició sus estudios escolares en Lima, en el Colegio de la Congregación de la "O", los cuales prosiguió en 1897 en el Colegio Nuestra Señora de Guadalupe, donde los concluyó.
En 1902 viajó a los Estados Unidos, donde trabajó por dos años como dibujante en una fábrica de locomotoras, en Filadelfia. En 1904 inició estudios de arquitectura en la Universidad de Cornell en Ithaca, Nueva York, lo cual según el mismo refirió, fue gracias a la generosidad de su hermano, el ingeniero Luis Guillermo Marquina. En Cornell, Marquina obtuvo las medallas Gargoyle, La Tertulia y Sands en reconocimiento al mérito de sus trabajos arquitectónicos; se graduó de forma satisfactoria en 1909.

## Actividad docente

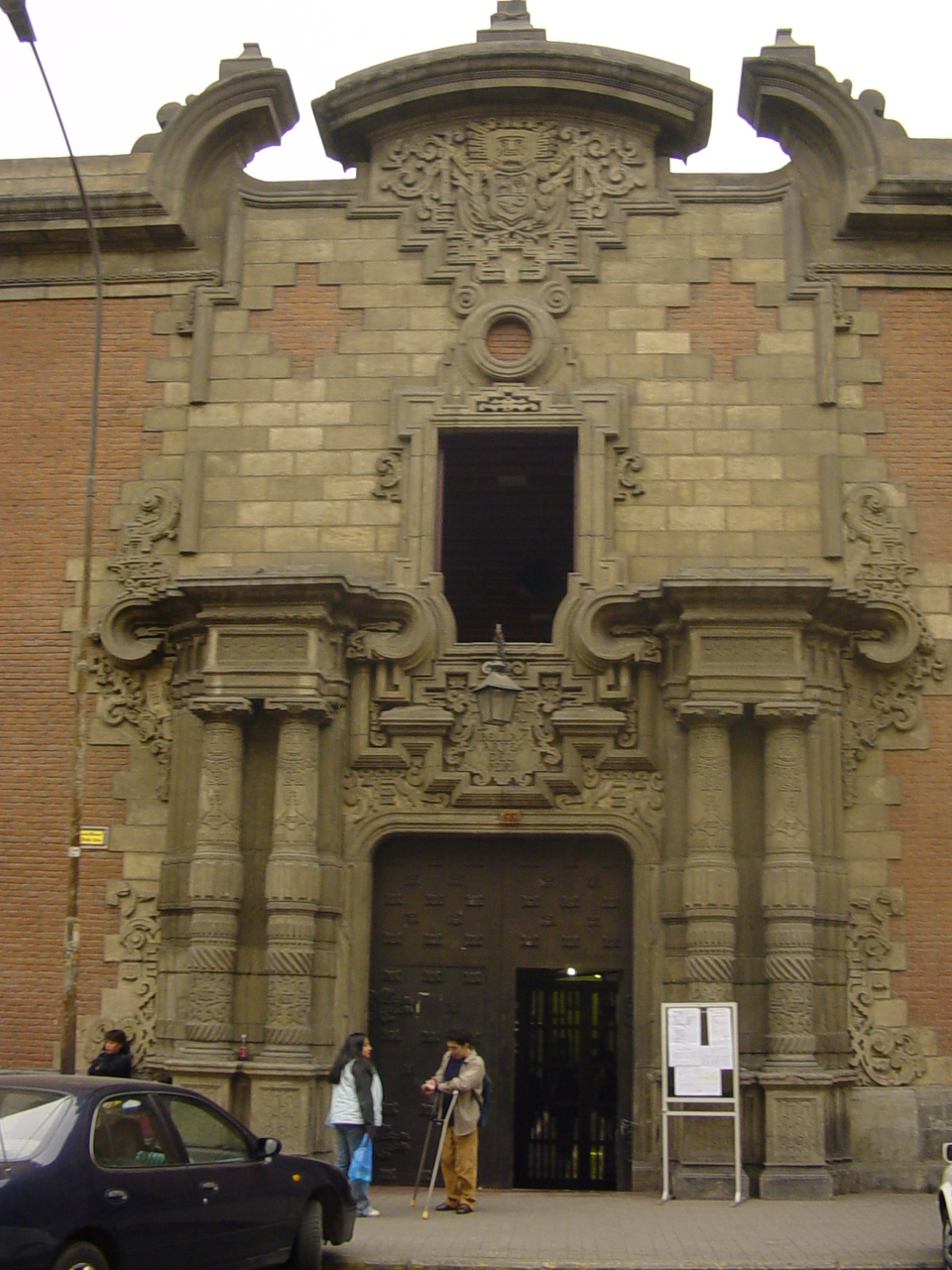
Fachada de la Escuela Nacional de Bellas Artes del Perú, institución en la cual Rafael Marquina inició su actividad docente.

Paralelamente a su labor profesional, Marquina realizó una importante actividad docente tanto en la Escuela Nacional de Bellas Artes como en la Escuela de Ingenieros (actual Universidad Nacional de Ingeniería), ambas ubicadas en Lima. Al crearse la Escuela Nacional de Bellas Artes el 28 de septiembre de 1918, durante el gobierno de José Pardo y Barreda, Marquina fue llamado a formar parte de la plana docente de esta escuela por lo que fue nombrado el 22 de marzo de 1919, es así como se le cuenta como uno de sus fundadores. En dicha escuela estuvo a cargo del curso "Elementos de arquitectura y perspectiva" hasta 1928, año en que ingresó como docente a la Escuela de Ingenieros.
Marquina ingresó a la Escuela de Ingenieros como profesor interino del curso "Arquitectura general y de la habitación" en reemplazo del arquitecto Enrique Bianchi. En 1931, al emprenderse una reforma en la escuela, Marquina fue nombrado parte de una comisión encargada de reformular el plan de estudios de la Sección de Arquitectos Constructores. A partir de entonces adquirió mayor importancia en dicha sección, por lo que en 1935 fue nombrado profesor titular del curso "Arquitectura de la habitación" y en 1937 fue designado jefe del curso "Proyectos arquitectónicos". El 1 de abril de 1942 fue designado jefe de la Sección Especial de Arquitectos Constructores y tras la reforma de 1946, que convirtió a las secciones de la escuela en departamentos, fue nombrado el 11 de mayo de ese año jefe del Departamento de Arquitectura, cargo que desempeñó hasta el 17 de abril de 1951 cuando fue reemplazado por Fernando Belaúnde Terry.

## Actividad profesional
Concluidos sus estudios universitarios, Marquina regresó al Perú y el 6 de octubre de 1909 ingresó a trabajar como arquitecto en la Sección Técnica de la Dirección de Obras Públicas del entonces Ministerio de Fomento, sus labores en esta dependencia fueron la elaboración de proyectos, peritajes y tasaciones, así como la inspección de las diferentes obras de dicho ministerio realizadas en el país. Fue así que, en su condición de arquitecto del Estado, se le encargó la conclusión de los interiores del Colegio Nuestra Señora de Guadalupe. La obra más importante proyectada y ejecutada en esta dependencia por Marquina fue la Estación de Desamparados para el Ferrocarril Central del Perú, proyectada en 1911. En 1914 Marquina renunció al cargo en el Ministerio de Fomento pues había sido nombrado arquitecto de la Sociedad de Beneficencia Pública de Lima.
Marquina ingresó a trabajar en la Sociedad de Beneficencia Pública de Lima el 16 de enero de 1914 en calidad de jefe del Departamento de Obras Públicas, en reemplazo del arquitecto Claude Sahut. Entre las labores encomendadas a Marquina estaban la elaboración de proyectos, reconstrucciones, tasaciones, metrados e inspecciones de las obras emprendidas por esta dependencia. Recibió igualmente diferentes encargos entre los que figuraron edificios de tipo asistencial como el Hospital Loayza y el Puericultorio Pérez Araníbar, edificios de vivienda-comercio en altura en áreas consolidadas de la ciudad, y casas de obreros que afrontaban el problema de la vivienda popular. Finalmente, en 1942, Marquina fue relevado en el cargo de jefe del Departamento de Obras Públicas por el arquitecto Luis Miró Quesada y luego fue nombrado arquitecto consultor, cargo que desempeñó hasta 1952, año en que se alejó definitivamente de esa institución.

## Obras

### Primer período (1909–1919)
La primera obra de Marquina proyectada en el Perú fue la casa Fari, una vivienda de temporada para su propia familia ubicada en Chosica, en las afueras de Lima. La casa se proyectó en 1911, en su diseño Marquina utilizó elementos tradicionales de la arquitectura peruana, entre los que figuran el balcón republicano de cajón, una arcada que contiene a la terraza, además de rejas de hierro forjado, balaustres de madera torneada, azulejos y molduras en forma de conchas de abanico, características de la arquitectura virreinal. El manejo de dichos elementos no estuvo sometido a las reglas académicas de composición por lo que la obra adquiere más bien un carácter pintoresco.

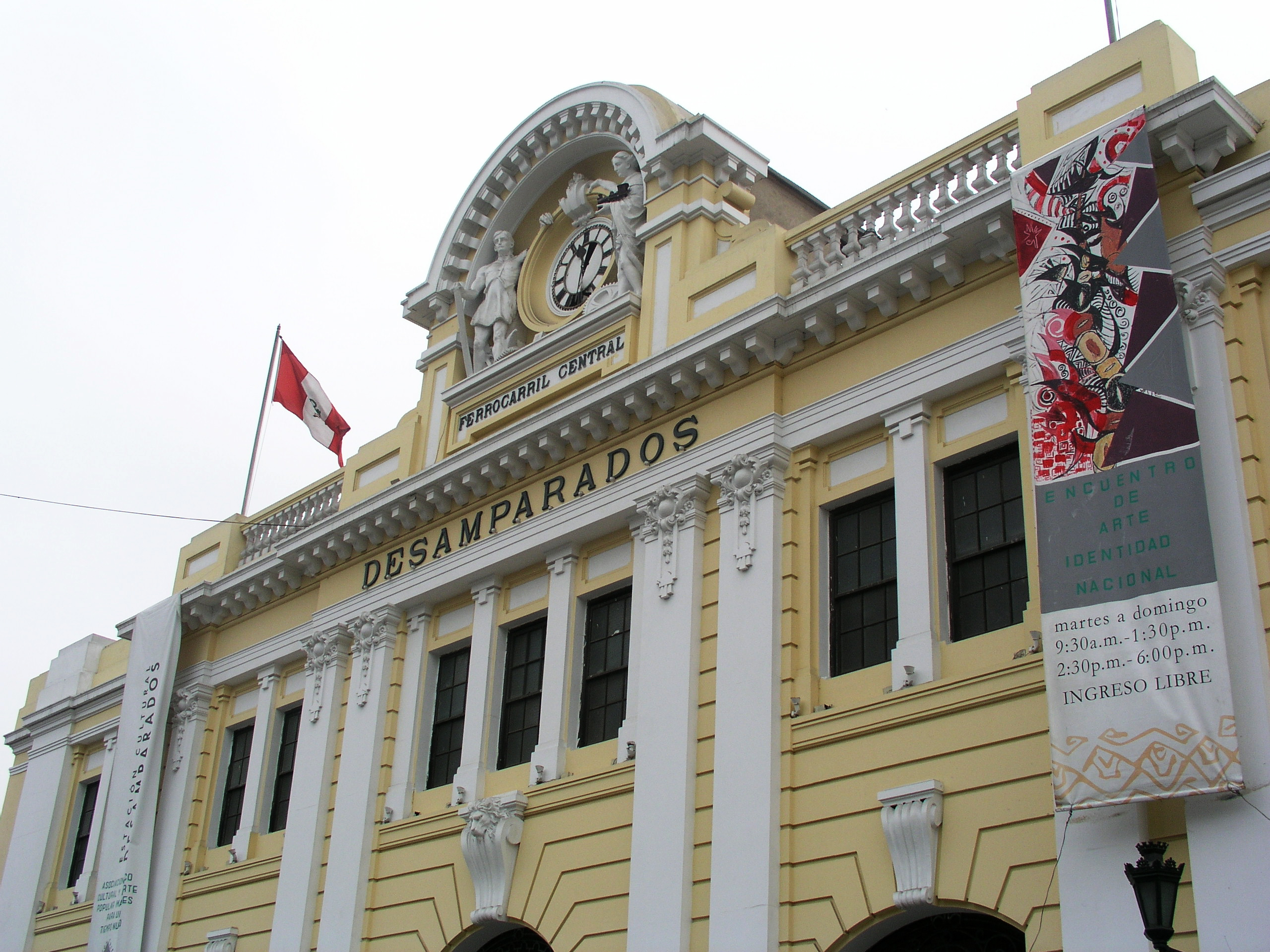
La Estación de Desamparados en Lima fue la primera obra pública proyectada por Rafael Marquina.

El mismo año que proyectó la casa Fari, Marquina recibió el encargo de diseñar su primera obra pública cuando trabajaba en el Ministerio de Fomento, se trataba de un nuevo edificio para la Estación del Ferrocarril Central de Desamparados en Lima. La estación consta de tres niveles de los cuales sólo dos son visibles desde la calle; el volumen del edificio es de un geometría muy regular excepto por su parte posterior, condicionada por las características del entorno; la composición de las elevaciones responde a criterios de la doctrina Beaux Arts, lo cual se evidencia en su frente principal simétrico y monumental. La fachada está construida a partir de trazos reguladores y proporciones geométricas, los elementos que la componen son de carácter ecléctico mientras que su composición es académica. Este edificio fue uno de los primeros en emplear nuevos sistemas constructivos como el concreto armado con estructuras de hierro y los telares de malla metálica. Dada la importancia cívica y económica que por el rol predominante como medio de transporte tenían los ferrocarriles, la Estación de Desamparados constituye el principal ejemplo de su tipo en el Perú.
Cuando Marquina ingresó a trabajar en la Sociedad de Beneficencia Pública de Lima, la política de esta institución estaba orientada al desarrollo de obras de tipo asistencial. Es así que en 1914 Marquina proyectó el Hospital Loayza, basado en la propuesta de Claude Sahut y aprovechando las cimentaciones construidas. Aunque la primera piedra se colocó en 1915, la construcción empezó en 1921 y el hospital fue inaugurado el 11 de diciembre de 1924.  El planteamiento general es disperso, aunque axial y simétrico, a partir del cual se disponen volúmenes aislados articulados por áreas libres abiertas. El pabellón principal, inicialmente de dos niveles, es de escala monumental y en su frente exterior resalta el pórtico de ingreso, compuesto de un frontón apoyado en cuatro columnas corintias de orden gigante. En 1934, Marquina elaboró un proyecto de ampliación del pabellón principal, al cual se le añadió un tercer nivel; como consecuencia, el carácter monumental que el tema de ingreso otorgaba a la elevación perdió fuerza.
Un proyecto también de carácter asistencial fue el Puericultorio Pérez Araníbar, un centro de puericultura con capacidad para albergar a 1.200 niños. Su construcción se planteó en 1917 y aunque se edificó según el diseño elaborado por Marquina, posteriormente el arquitecto alemán Werner Benno Lange realizó algunas modificaciones. El puericultorio se ubica en el distrito de Magdalena, una zona próxima al litoral que en ese entonces era un área suburbana respecto a Lima. El proyecto asumió dicho entorno suburbano por lo que se dispuso los volúmenes libremente sobre el terreno, aunque organizados a partir de un planteamiento simétrico y siguiendo un esquema basado en la conformación de patios interiores y áreas libres que articulan los diversos pabellones. En la obra se emplearon materiales y técnicas de construcción tradicionales como el adobe, la quincha y la madera, con revestimiento de yeso.

## Relación de obras y proyectos seleccionados
- Casa Fari, Chosica, 1911

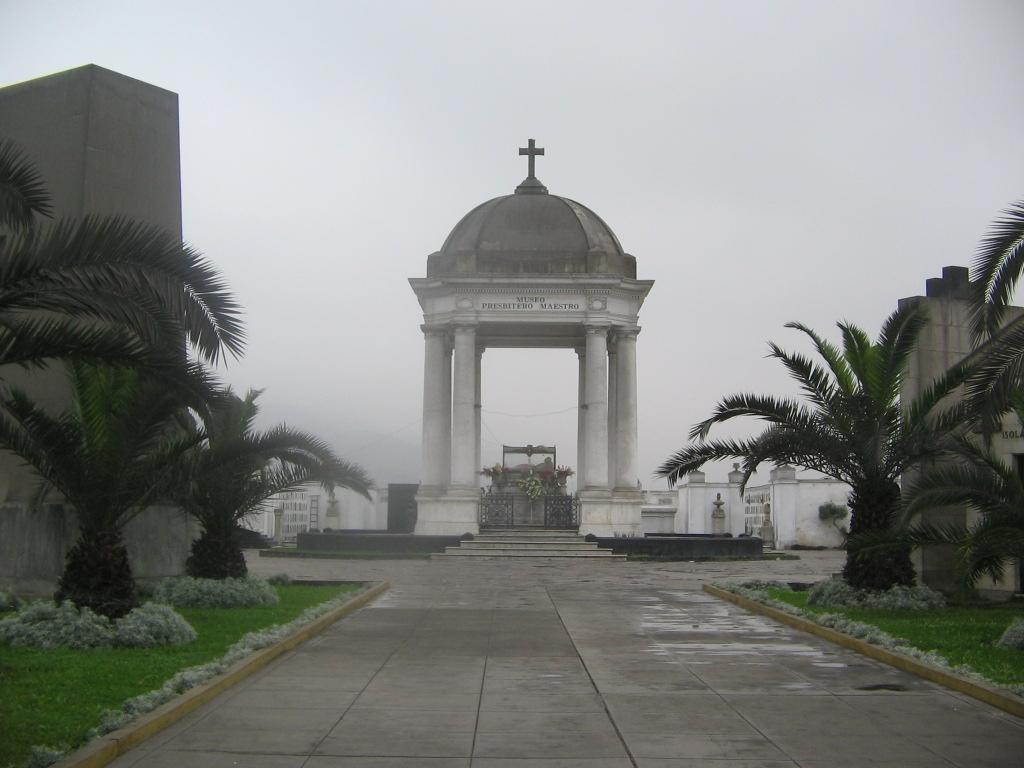
Capilla del Cementerio Presbítero Maestro.

- Cementerio General de Jauja, Jauja, 1911
- Estación de Desamparados, Lima, 1911–1912
- Hospital Arzobispo Loayza, Lima, proyecto: 1915, construcción: 1924
- Puericultorio Pérez Araníbar, proyecto: 1917, construcción: 1929
- Gran Hotel Bolívar, Lima, 1923–1924, ampliación en 1938
- Portales de la Plaza San Martín, Lima, 1926–1940
- Edificio Ferrand, Lima, 1928
- Casa de obreros N.º 1, N.º 2, N.º 3, N.º 4; Barrios Altos, 1928–1934
- Edificio Tambo de Belén, Lima, 1930
- Capilla de Cementerio Presbítero Maestro, Lima, 1930
- Casa Graña, Jesús María, Lima, 1931
- Casa de obreros N.º 5, N.º 6, N.º 7, N.º 8, N.º 9, Nº10, Nº11, Nº12; Barrios Altos, 1934–1935
- Edificio Wilson–Colmena, Lima, proyecto: 1937, construcción; 1946
- Nueva Maternidad de Lima, Barrios Altos, 1939 (proyecto)